# فرودگاه لیون-سنت‌اگزوپری
فرودگاه لیون-سنت‌اگزوپری (به زبان بومی: Aéroport Lyon-Saint Exupéry) یک فرودگاه همگانی مسافربری با کد یاتا LYS است که یک باند فرود آسفالت دارد و طول باند آن ۴۰۰۰ متر است. این فرودگاه در شهر لیون کشور فرانسه قرار دارد و در ارتفاع ۲۵۰ متری از سطح دریا واقع شده‌است.

## شرکت‌های هواپیمایی و مقصدهای پروازی
| شرکت‌های هواپیمایی | مقصدهای پروازی |
| ----------------- | -------------- |
| Polar Airlines    | یاکوتسک        |